# Babyshambles
 Der er for få eller ingen kildehenvisninger i denne artikel, hvilket er et problem. Du kan hjælpe ved at angive troværdige kilder til de påstande, som fremføres i artiklen.

Babyshambles (til tider omtalt som Baby Shambles) var et engelsk band dannet af forsangeren Pete Doherty, der eksisterede fra 2003-2014. Efter bandet The Libertines blev opløst i 2004, dannede forsangeren, Pete Doherty Babyshambles. Gruppens første album Down in Albion, der udkom i 2004 hittede med singlerne Fuck Forever, Killamangiro og Albion.
Bandet har haft en del problemer med aflyste koncerter og med deres pladeselskab, blandt andet på grund af Pete Dohertys narkotikamisbrug, og hans stormfulde forhold til supermodellen Kate Moss.
Nu er bandet igen en smule mere aktivt og giver i sommer koncerter i Europa.

## Bandmedlemmer
- Pete Doherty – forsanger, rytmeguitar, sitar (2003–2014)
- Mick Whitnall – leadguitar (2006–2014)
- Drew McConnell – basguitar, backing vocals (2004–2014)
- Adam Ficek – trommer og percussion (2005–2012;2014)
- Patrick Walden – leadguitar (2004–2006)
- Gemma Clarke – trommer og percussion (2003–2005)
- Danny Goffey – trommer og percussion (2010)
- Jamie Morrison – trommer og percussion (2012)

## Diskografi
- Down in Albion (2005)
- The Blinding EP (2006)
- Shotter's Nation (2007)